# Nazionale femminile di rugby a 7 dei Paesi Bassi
La nazionale di rugby a 7 femminile dei Paesi Bassi è la selezione femminile che rappresenta i Paesi Bassi a livello internazionale nel rugby a 7.
È stata una delle sei core teams nell'edizione inaugurale delle World Rugby Sevens Series femminili 2012-13, oltre a competere anche in Coppa del Mondo. A livello europeo prende parte alle Sevens Grand Prix Series, torneo in cui i Paesi Bassi sono giunti secondi per due volte nel 2008 e nel 2010 (in entrambe le edizioni si sono piazzati dietro l'Inghilterra).

## Partecipazioni ai principali tornei internazionali
- 2009: quarti di finale Bowl
- 2013: finalista Bowl

- 2005:  3º posto
- 2006:  3º posto
- 2007: 7º posto
- 2008:  2º posto
- 2009:  3º posto
- 2010:  2º posto
- 2011:  3º posto
- 2012: 5º posto
- 2013: 7º posto
- 2014: 4º posto
- 2015: 6º posto
- 2016: 4º posto
- 2017: 12º posto
- 2018: 1º posto (seconda divisione)
- 2019: 10º posto